# Мах, Станислав
Станислав Францишек Мах (пол. Stanisław Franciszek Mach; 22 апреля 1938, Пшиходы) — польский политик времён ПНР, кандидат в члены ЦК ПОРП, вице-премьер в правительствах Юзефа Пиньковского и Войцеха Ярузельского. Занимал различные партийные и административные посты. Приобрёл известность своей ролью в столкновении Быдгощского марта 1981.

## Происхождение и работа
Родился в деревенской семье из гмины Пилица (в то время Келецкое, ныне Силезское воеводство). В 1958—1961 работал на металлургическом заводе в Ченстохове и вагоностроительном в Сянуве. В 1968 окончил в Щецине инженерно-экономический факультет Технологического университета. Состоял в Союзе социалистической молодёжи (польский аналог комсомола).
В 1961 вступил в правящую компартию ПОРП, после чего стал главным механиком воеводской ассоциации предприятий сельхозмеханизации в Кошалине. В 1963—1968 — секретарь, потом до 1971 — заместитель председателя официальных профсоюзов Кошалина.

## Партийно-правительственная карьера
В 1971 Станислав Мах — первый секретарь Колобжегского повятского комитета ПОРП. В 1972—1973 — председатель президиума Кошалинского воеводского совета, до 1975 — Кошалинский воевода (глава администрации). В 1975—1977 — председатель Слупского воеводского совета, одновременно — первый секретарь Слупского воеводского комитета ПОРП. С декабря 1975 — кандидат в члены ЦК ПОРП.
В декабре 1977 Станислав Мах был назначен министром лёгкой промышленности в правительстве Петра Ярошевича. Занимал эту должность в правительствах Эдварда Бабюха и Юзефа Пиньковского. Проводил на правительственном посту экономический курс Эдварда Герека. С 1976 по 1980 был депутатом сейма ПНР от Слупска. Входил в депутатский клуб ПОРП, состоял в комиссии по внутреннему рынку, мелкому производству и услугам. Причислялся к неформальному кругу первого секретаря Кошалинского воеводского комитета ПОРП Владислава Коздры.

## В Быдгощском столкновении
В августе 1980 забастовочное движение, начавшееся с Гданьской судоверфи и охватившее всю страну, вынудило к отставке первого секретаря ЦК ПОРП Эдварда Герека и председателя Совмина ПНР Эдварда Бабюха. Герека сменил Станислав Каня, Бабюха — Юзеф Пиньковский. 8 октября 1980 Станислав Мах стал в кабинете Пиньковского вице-премьером по сельскому хозяйству и потребительскому рынку. Сохранил этот пост после того, как пост главы правительства ПНР занял генерал Войцех Ярузельский.
В марте 1981 в Быдгоще произошло серьёзное столкновение между властями и профсоюзом Солидарность. На сессии Быдгощского воеводского совета ожидалось обсуждение вопроса о легализации Сельской Солидарности — независимого профсоюза крестьян-единоличников. Для участия в Быдгощ прибыл вице-премьер Мах. Однако партийные власти, госбезопасность и милиция запланировали силовой удар по оппозиции.
19 марта 1981 представители «Солидарности» во главе с Яном Рулевским были избиты прямо в зале заседаний совета. Станислав Мах не принадлежал к организаторам избиения, но присутствие вице-премьера выглядело как санкция со стороны Совмина. Итогом событий стала беспрецедентно массовая всепольская предупредительная забастовка 27 марта 1981.

## Отставка
Станислав Мах являлся типичным «герековским кадром» — вся его партийно-административная карьера пришлась на относительно стабильные 1970-е годы. Он не был адекватен новым условиям жёсткой общественной конфронтации.
На IX съезде ПОРП в июле 1981 Мах не был утверждён даже в качестве кандидата в члены ЦК. 31 октября 1981 снят с поста вице-премьера. Это произошло через две недели после пленума ЦК ПОРП, на котором первым секретарём был утверждён генерал Ярузельский. До военного положения оставалось полтора месяца.
В 1985—1990 Станислав Мах был вице-председателем Верховной контрольной палаты. С 1988 по 1990 состоял в Совете охраны памяти борьбы и мученичества. В политическом противоборстве 1980-х участия не принимал. В Третьей Речи Посполитой пребывает на пенсии.